# Una milanese a Roma
Una milanese a Roma è un film del 2001 diretto da Diego Febbraro.

## Trama
La Sora Lella ha una figlia che vive a Milano e una nipote che è il prototipo della milanese tutto efficienza e puntualità.
La nonna chiama la nipote per riorganizzare il suo ristorante sull'isola Tiberina: assai presto si scontrano due modi di vivere, quello più tranquillo dell'anziana romana e quello frenetico della giovane. A mediare tra gli estremi è un cliente del locale, Giordano, un poeta sognatore, che riuscirà a dare i consigli giusti e a stemperare le situazioni.